# Садовый, Витольд
Витольд Садовый (пол. Witold Sadowy; 7 января 1920, Варшава — 15 ноября 2020, Констанцин-Езёрна) — польский актёр и театральный критик.
Дебютировал на сцене 8 мая 1945 года в роли Флориана в «Бургомистре города Стильмонда» Мориса Метерлинка. Работал в различных варшавских театрах, в том числе в Польском театре (1945—1946; 1949—1951), выступал на сцене до 1989 года. Снимался в небольших ролях в польских фильмах, в том числе «Запрещённые песенки» (1946), «Косоглазое счастье» (1960), «В погоне за Адамом» (1970), «Великая любовь Бальзака» (1973, в роли Виктора Гюго).
С 1980-х годов публиковался как театральный рецензент в газетах Życie Warszawy, Gazeta Wyborcza и др. Особую известность приобрёл как автор некрологов, в связи с чем его прозвали «Хароном польских актёров». Опубликовал пять книг воспоминаний: «Театр за кулисами и на сцене» (пол. Teatr za kulisami i na scenie; 1995), «Театр — сплетни, актёры, воспоминания из-за кулис» (пол. Teatr – plotki, aktorzy, wspomnienia zza kulis; 1995), «Люди театра — годы проходят, воспоминания остаются» (пол. Ludzie teatru – mijają lata, zostają wspomnienia; 2000), «Время, которое прошло» (пол. Czas który minął; 2009), «Мне больше ста» (пол. Przekraczam setkę. Zapis wspomnień 2018-2019; 2020).
В 2020 году привлёк к себе широкое внимание медиа, совершив каминг аут как гей в интервью, посвящённом его столетию. Последние месяцы жизни провёл в Доме артистов-ветеранов сцены в Сколимуве, умер 15 ноября 2020 года.